# N!Xau
Nǃxau ǂToma (of verkort: Nǃxau; alternatieve spelling: Gcao Tekene Çoma) (16 december 1944 – 1 juli 2003) was een Namibische boer en acteur, behorend tot het San-volk (ook bekend als Bosjesmannen). Zijn moedertaal was het Juǀʼhoan, een nauw aan het !Kung verwante Ju taal van de Khoisan-familie. Hij verwierf internationale bekendheid met zijn rol in de film The Gods Must Be Crazy (1980).
N!Xau zelf was weinig meer gewend dan zijn rol als Xixo uit de film. De regisseur van de film was de derde blanke die hij zag in zijn leven, en voor de film had hij geen stad gezien groter dan de nederzetting waar hij geboren was. In 1989 werd een vervolg op deze film gemaakt, The Gods Must Be Crazy II. Onofficiële vervolgen waren minder succesvol.
Na deze reeks films keerde N!Xau terug naar Tsumkwe in Namibië, waar hij inmiddels een bakstenen boerderij had laten bouwen en waar hij drie vrouwen had.
Het gerucht gaat dat hij voor de eerste film een mager loontje van niet meer dan 300 rand kreeg (ca. 40 euro), maar dat hij het met de wind liet meewaaien, omdat papiergeld voor hem niets betekende. In werkelijkheid is dit echter een scene uit de film in kwestie. Voor de tweede film kreeg hij echter dik betaald. 
In 2003 overleed n!Xau aan een infectie met een multi-resistente tuberkel-bacterie.
- Catàleg d'autoritats de noms i títols de Catalunya: 981058609689706706
- Gemeinsame Normdatei: 1023564319
- International Standard Name Identifier: 0000 0000 4840 5104
- Library of Congress Control Number: no2005066493
- Nationale Bibliotheek van Israël: 987007438849105171
- Nationale Bibliotheek van Polen: a0000001738147
- Virtual International Authority File: 21877563
- WorldCat: E39PBJbRkkKKgW3QXBcxJcWFKd